# Bestharapalli, Bagepalli
Bestharapalli là một làng thuộc tehsil Bagepalli, huyện Kolar, bang Karnataka, Ấn Độ.